# ستاد بيونيك
ستاد بيونيك (الأرمينية: Փյունիկ Մարզադաշտ) هو ملعب كرة قدم مكون من 6 مقاعد ويقع في شارع 7 ماسيس، منطقة كينترون، يريفان، أرمينيا. وقد تم بناؤه وافتتاحه في عام 2004. وبسعة 770 مقعدًا، يعد الملعب موطناً لبيونيك - 2 من الدوري الأرمني الأول.

## نظرة عامة

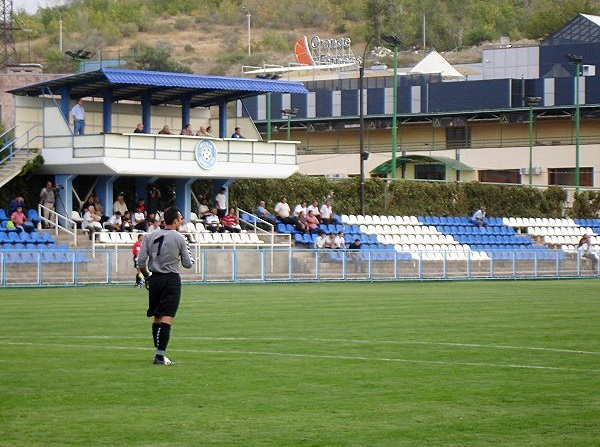
الملعب من الداخل

تم افتتاح الاستاد في عام 2004 كجزء من مركز تدريب بيونيك الذي كان يعرف سابقا باسم مجمع كيليكا الرياضي.
في عام 2016، تم تجديد الاستاد وتم تغطية الملعب بعشب اصطناعي حديث.
يوجد مركز لياقة بدنية كبير ومجمع تنس وفندق صغير بجوار الملعب.
الملعب هو موطن دوري دوري الدرجة الأولى الأرميني بيونيك 2. يستخدمه بيونيك أحيانًا في مباريات الدوري الأرمني الممتاز. في أكتوبر/ تشرين الأول 2017، أصبح الاستاد أيضاً مقر نادي FC Artsakh للرابطة الأرمنية الأولى.